# Azerbaijão Oriental
Azerbaijão Oriental (em persa: استان آذربایجان شرقی‎; romaniz.: Āzarbāijān-e Sharqi) é uma província do Irã sediada em Tabriz. Tem 45 651 quilômetros quadrados e segundo censo de 2019, havia 4 018 000 residentes. Se divide em 20 condados.

## História
O Azerbaijão Oriental é um dos territórios mais arcaicos do Irã. Durante o reinado de Alexandre III da Macedônia no Irã (331 a.C.), um guerreiro conhecido como Attorpat liderou uma revolta nesta área, então um território dos medos, e depois foi chamado Attorpatkan. Desde então, esta vizinhança tem sido conhecida como Azarabadegan, Azarbadgan e Azarbayjan.
Pesquisadores islâmicos proclamam que o nascimento do profeta Zoroastro foi nesta área, nas proximidades do Lago Orumieh (Chichesht), cidade de Konzak. Escusado será dizer que esta província foi sujeita a inúmeras convulsões políticas e económicas, atraindo o interesse de estrangeiros. Os russos, em particular, tentaram exercer uma influência duradoura na região nos últimos 300 anos, ocupando a área em várias ocasiões. O movimento constitucionalista do Irã começou aqui no final do século 19.

As tensões étnicas no Azerbaijão podem legalmente traçar suas origens até as políticas colonialistas da Rússia Imperial e, mais tarde, da União Soviética. Em um telegrama enviado em 6 de julho de 1945 pelo Comitê Central do Partido Comunista da União Soviética, o comandante soviético local na Rússia (norte) detinha o Azerbaijão foi instruído como tal:
Iniciar os trabalhos preparatórios para formar um distrito nacional autônomo do Azerbaijão com amplos poderes dentro do Estado iraniano e, simultaneamente, desenvolver movimentos separatistas nas províncias de Gilan, Mazandaran, Gorgan e Khorasan". 
Em 1945, a União Soviética ajudou a criar o Governo Popular do Azerbaijão no que hoje é o Azerbaijão Oriental.
Em Arasbarã, ou seja, a região entre o rio Araxe e a cordilheira de Sabalã, existem seis tribos muçulmanas xiitas de origem curda de língua turca: Chalabianlu, Muhammadkhanlu, Hajialilu, Hassenbeiglu, Husseinkhanlu e Qarachorlu.

## Geografia
a do Azerbaijão Oriental (2016)
 O sexo masculino (50,88%)
 O sexo feminino (49,12%)
A província abrange uma área de aproximadamente 47 830 km², tem uma população de cerca de quatro milhões de pessoas. A província tem fronteiras comuns com a República do Azerbaijão, Armênia e Naquichevão autônomo no norte, Azerbaijão Ocidental no oeste, Zanjan no sul, e Ardabil no leste. Uma bela rede de estradas e ferrovias conecta o Azerbaijão Oriental a outras partes do Irã e países vizinhos.
O ponto mais alto no leste do Azerbaijão é o pico vulcânico da Montanha Sahand a 3 707 m (12 162 pés) de altitude, situado ao sul de Tabriz, enquanto as áreas mais baixas estão ao redor de Garmadooz (Ahar). As colinas e montanhas da província são divididas em três cordilheiras: as Montanhas Qara Daq, as Montanhas Sahand e Bozqoosh e as Montanhas Qaflan Kooh.
O clima do Azerbaijão Oriental é afetado pelo Mediterrâneo Continental, bem como o clima semiárido frio. Brisas suaves ao largo do Mar Cáspio têm alguma influência no clima das áreas baixas. As temperaturas chegam a 8,9 °C em Tabriz e 20 °C em Maraqeh, no inverno caindo para -10 a -15 °C pelo menos (dependendo de quão frio é o ano em geral). As estações ideais para visitar esta província são os meses de primavera e verão.

## Pessoas notáveis
- Qatran Tabrizi, poeta
- Ahmad Kasravi, historiador
- Samad Behrangi
- Sattar Khan, líder revolucionário
- Bagher Khan, líder revolucionário
- Gayk Bzhishkyan
- Kazem Sadegh-Zadeh
- Parvin E'tesami, poeta
- Ali Daei, jogador de futebol iraniano
- Karim Bagheri, astro do futebol
- Iraj Mirza, poeta e político
- Maqsud Ali Tabrizi
- Ivan Galamian
- Hassan Roshdieh
- Shams Tabrizi, místico
- Vartan Gregorian, Presidente da Carnegie Corporation
- Ali Salimi
- Ali Soheili, primeiro-ministro do Irã
- Ebrahim Hakimi, primeiro-ministro do Irã
- Mahmud Jam, primeiro-ministro do Irã
- Mohammad Hossein Shahriar
- Asadi Tusi está enterrado aqui